# Геза Војнић Хајдук
Геза Војнић Хајдук од Бајше (мађ. bajsai Vojnits-Hajdu Géza; 1830-1886) је био мађарски војник буњевачког порекла. Учествовао је у чувеној Мађарској револуцији 1848-1849. на страни Мађарске. Сматра се првим Суботичанином који је постао мађарски домобран 1848.

## Биографија
Рођен је 1830. као син благајника Ивана Војнића и Ержебет Вашаш. Припадао је чувеној буњевачкој племићкој породици Војнићи од Бајше.
Истакао се за време мађарске револуције 1848-1849. Као осамнаестогодишњак супио је у 8. национални батаљон у Суботици јуна 1848. Његов пример су следили Ласло Малаховски, Иштван Пахер и још неки. Учествовао је у неколико битaка. Био је десетар, а од 17. јануара 1849. поручник. Истакао се у бици код Сент Томаша (Србобрана) априла 1849, која је због одлучног држања српске војске била крвава. За показану храброст у овој бици Војнић Хајдук је унапређен у чин надпоручника. Био је надпоручник у бачком (четвртом) корпусу.  
Након мађарске револуције, регрутован је у аустријску војску. Ступио је у 3. улански пук у Суботици 3. октобра 1849.
Отпуштен је из аустријске војске 1. јула 1857.
Учествовао је у Аустријско-сардинијском рату. Рањен је у бици код Солферина. 
Био је члан Удружења војника града Суботице (од 1867). 
На парламентарним изборима 1884. његови пријатељи су га именовали за нестраначног посланичког кандидата у првој изборној једници у Суботици. Међутим, победио га је кандидат владине странке Имре Иванка. 
Умро је у Суботици увече 7. маја 1886. након дуге болести. Иза себе је оставио своју мајку удовицу Ержебет Војнић (рођ. Вашаш) и своју децу: сина Белу и ћерку Ирен. Сахрањен је 8. маја. 
Поводом његове смрти, мађарски дневник „Пешти напло“ (Пештански дневник) пише да је Војнић Хајдук био први Суботичанин који је 1848. ступио у мађарску војску.